# GRB 090423

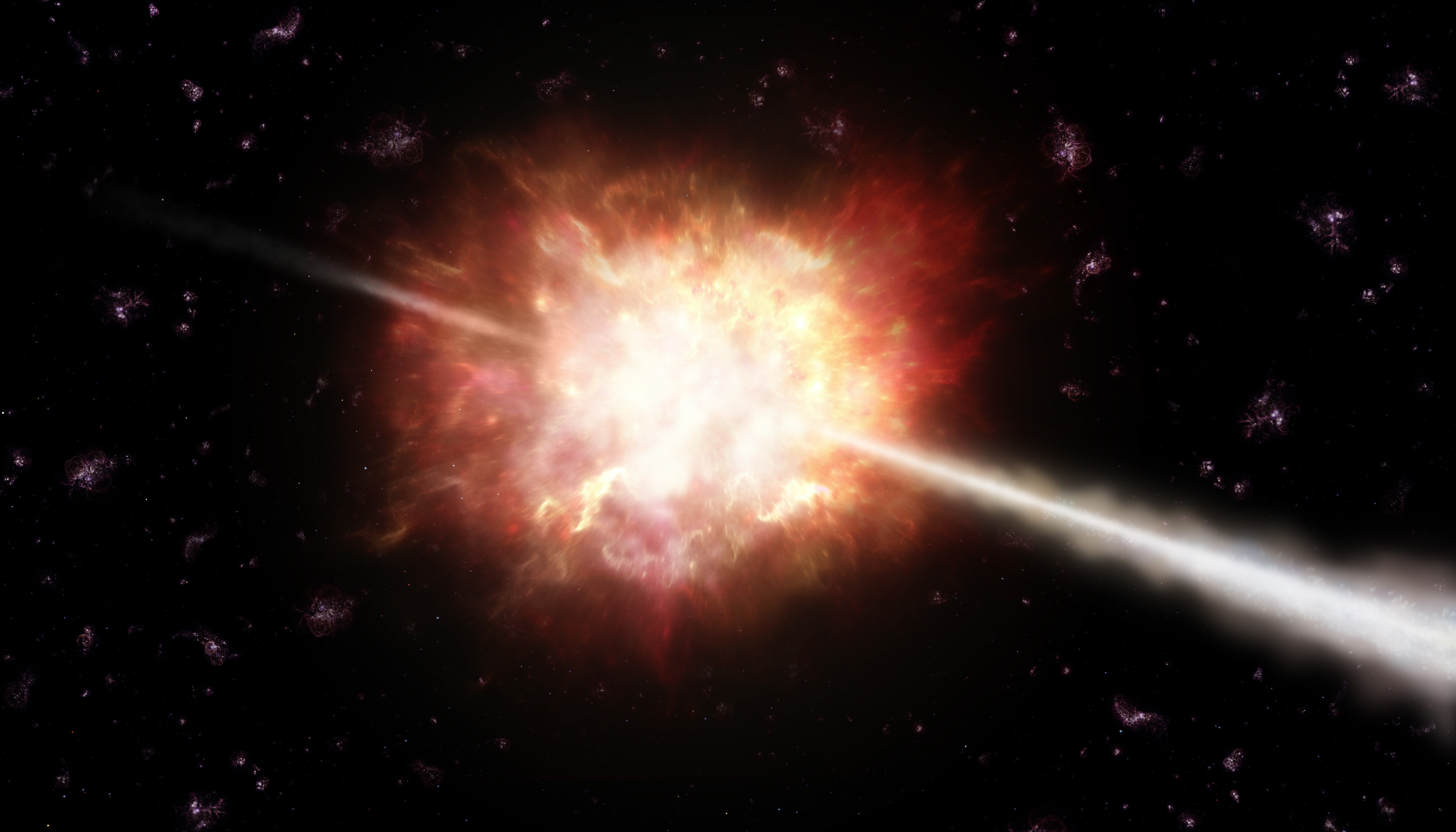
GRB 090429B.

GRB 090429B (även GRB 090423A, GRB 090423) var en gammablixt som observerades 2009 i stjärnbilden Lejonet, med hjälp av Swiftteleskopet. Det är den mest avlägsna kända gammablixt som observerats hittills och var belägen på cirka 13 miljarder ljusårs avstånd från Jorden. Gammablixten hade en rödförskjutning på 8,2 och upptäcktes i infrarött ljus.